# 3553 Mera
3553 Mera је Амор астероид чија средња удаљеност од Сунца износи 1,644 астрономских јединица (АЈ).
Апсолутна магнитуда астероида је 16,5.